# هنري فرنسيس بريان
هنري فرنسيس بريان (بالإنجليزية: Henry Francis Bryan)‏ هو ضابط أمريكي، ولد في 3 مايو 1865 في سينسيناتي في الولايات المتحدة، وتوفي في 19 مارس 1944 في ميريديان في الولايات المتحدة.